# Postępowanie upominawcze
Postępowanie upominawcze – postępowanie odrębne uregulowane w Kodeksie postępowania cywilnego, zmierzające do szybkiego uzyskania tytułu egzekucyjnego przez wierzyciela wysuwającego roszczenie pieniężne, którego dłużnik nie kwestionuje.

## Przebieg postępowania
Właściwość sądu w postępowaniu upominawczym ustalana jest na zasadach ogólnych, z wyjątkiem elektronicznego postępowania upominawczego opisanego poniżej. Czynności w postępowaniu upominawczym mogą wykonywać także referendarze sądowi.
Sprawy rozpoznaje się na posiedzeniu niejawnym, na podstawie samej tylko treści pozwu wraz z załącznikami bez doręczenia jego odpisu lub wysłuchania strony pozwanej. Nakaz zapłaty w postępowaniu upominawczym sąd co do zasady wydaje, jeżeli powód dochodzi roszczenia pieniężnego albo świadczenia innych rzeczy zamiennych, a według treści pozwu roszczenie nie jest oczywiście bezzasadne, twierdzenia co do faktów nie budzą wątpliwości i zaspokojenie roszczenia nie zależy od świadczenia wzajemnego.
W nakazie zapłaty sąd nakazuje pozwanemu, by w terminie oznaczonym w nakazie zaspokoił roszczenie w całości wraz z kosztami albo wniósł w tym terminie sprzeciw. Termin na zaspokojenie roszczenia lub wniesienie sprzeciwu zależy jest od miejsca, w którym ma nastąpić doręczenie nakazu pozwanemu oraz wynosi:
- dwa tygodnie od dnia doręczenia nakazu w przypadku, gdy doręczenie nakazu pozwanemu ma mieć miejsce w kraju;
- miesiąc od dnia doręczenia nakazu w przypadku, gdy doręczenie nakazu pozwanemu ma mieć miejsce poza granicami kraju na terytorium Unii Europejskiej;
- trzy miesiące od dnia doręczenia nakazu, w przypadku gdy doręczenie nakazu ma mieć miejsce poza terytorium Unii Europejskiej[4].

### Sprzeciw i jego konsekwencje
Sprzeciw wnosi się do sądu, który wydał nakaz zapłaty. W sprzeciwie od nakazu zapłaty pozwany powinien wskazać, czy zaskarża nakaz w całości czy w części oraz przedstawić zarzuty, które pod rygorem ich utraty należy zgłosić przed wdaniem się w spór co do istoty sprawy. Sprzeciw niedopuszczalny, spóźniony, nieopłacony lub dotknięty brakami, których nie usunięto pomimo wezwania sąd odrzuca.
W przypadku prawidłowego wniesienia sprzeciwu, nakaz zapłaty traci moc, ale tylko w części, która jest sprzeciwem zaskarżona. Sprzeciw jednego tylko ze współpozwanych o to samo roszczenie oraz co do jednego lub niektórych uwzględnionych roszczeń powoduje utratę mocy nakazu jedynie co do nich. Na wniosek strony sąd wydaje postanowienie stwierdzające utratę mocy nakazu zapłaty w całości lub części. Z uwagi na fakt, że skuteczne wniesienie sprzeciwu wywołuje nieodwracalny skutek w postaci utraty mocy przez nakaz zapłaty, cofnięcie sprzeciwu nie jest dopuszczalne.
Nakaz zapłaty, przeciwko któremu nie wniesiono – w całości lub choćby w części – sprzeciwu, ma skutki prawomocnego wyroku.

## Elektroniczne postępowanie upominawcze
W dniu 1 stycznia 2010 roku weszły w życie przepisy, wprowadzające do polskiego systemu prawnego nowe cywilne postępowanie – elektroniczne postępowanie upominawcze. Postępowanie to zostało unormowane w rozdziale zatytułowanym "Elektroniczne postępowanie upominawcze". Jest to postępowanie o charakterze fakultatywnym, gdyż sprawa toczy się w tym postępowaniu tylko, jeśli powód zdecyduje się złożyć pozew drogą elektroniczną.
Nowelizacja miała na celu odciążenie sądów w sprawach drobnych roszczeń pieniężnych wnoszonych masowo przeciwko różnym osobom ale w identycznych stanach faktycznych.
W Sądzie Rejonowym w Lublinie został utworzony XVI Wydział Cywilny, który rozpatrywał pozwy wnoszone elektronicznie bez względu na wartość przedmiotu sporu (ograniczona jest jedynie z powodów technicznych do stu milionów złotych w jednym pozwie), a swoją właściwością obejmował całą Polskę. Akta sprawy prowadzi się w formie elektronicznej i w takiej też postaci podlegają udostępnianiu stronom.
Do pozwu nie dołącza się dowodów. Pozew wnoszony jest przy użyciu elektronicznego formularza lub w formie paczki pozwów w formacie xml (opcja dostępna wyłącznie dla powodów masowych), a opłatę sądową od pozwu uiszcza się wyłącznie za pośrednictwem systemu teleinformatycznego. Nakaz zapłaty w elektronicznym postępowaniu upominawczym ma postać elektroniczną i jest dostępny na stronie www.e-sad.gov.pl po podaniu unikalnego kodu nakazu (20-znakowego) umieszczonego w lewym górnym rogu wydruku weryfikacyjnego.
Czynności w elektronicznym postępowaniu upominawczym może wykonywać referendarz sądowy. Czynności sądu, referendarza i przewodniczącego utrwalane są wyłącznie w systemie teleinformatycznym, a wytworzone w ich wyniku dane w postaci elektronicznej opatrywane kwalifikowanym podpisem elektronicznym.
Warunkiem skutecznego wniesienia pisma procesowego przez powoda jest wniesienie go drogą elektroniczną. Datą wniesienia pisma procesowego jest data wprowadzenia go do systemu teleinformatycznego. Doręczeń powodowi dokonuje się za pośrednictwem tegoż systemu (tzw. doręczenie elektroniczne), a pozwanemu – gdy wniesie pismo drogą elektroniczną. W przypadku takiego doręczenia doręczenie następuje z datą wskazaną w elektronicznym potwierdzeniu odbioru korespondencji. W przypadku braku takiego potwierdzenia doręczenie uznaje się za skuteczne z upływem 14 dni od daty umieszczenia pisma w systemie teleinformatycznym.
W elektronicznym postępowaniu upominawczym czynności może wykonywać referendarz sądowy. Rozpoznanie zażalenia na postanowienie wydane w elektronicznym postępowaniu upominawczym, jak również na postanowienie wydane w postępowaniu o nadanie klauzuli wykonalności tytułowi wykonawczemu wydanemu w tym postępowaniu następuje w składzie jednego sędziego. W przypadku braku podstaw do wydania nakazu zapłaty sąd umarza postępowanie. Przed 7 lutego 2020 r sąd przekazywał sprawę do sądu według właściwości ogólnej, chyba że powód wraz z pozwem złożył wniosek o umorzenie postępowania. W takim przypadku sąd umarzał postępowania i zwracał całość opłaty sądowej. Postanowienie o przekazaniu sprawy lub umorzeniu w wyniku braku podstaw do wydania nakazu zapłaty doręczano tylko powodowi. W przypadku wniesienia sprzeciwu sąd umarza postępowanie w zakresie, w którym nakaz zapłaty utracił moc. Przed 7 lutego 2020 r. nakaz zapłaty zawsze tracił moc w całości, a sprawa podlegała przekazaniu do sądu właściwości ogólnej, który był związany postanowieniem o przekazaniu sprawy.
Klauzula wykonalności jest nadawana nakazowi zapłaty z urzędu i ma postać elektroniczną.
Za pośrednictwem systemu teleinformatycznego można złożyć do komornika elektroniczny wniosek o wszczęcie egzekucji. Dalsze postępowanie egzekucyjne toczy się już w formie tradycyjnej.
Od 1 stycznia 2011 w związku ze zniesieniem Sądu Rejonowego w Lublinie, Elektroniczne Postępowanie Upominawcze toczy się przed VI Wydziałem Cywilnym Sądu Rejonowego Lublin-Zachód w Lublinie.

### Statystyki elektronicznego postępowania upominawczego
| Rok  | Rodzaj spraw | Pozostało z poprzedniego roku | Wpłynęło | Załatwiono | Załatwiono   | Załatwiono | Załatwiono | Załatwiono | Załatwiono                | Załatwiono | Pozostało na rok następny |
| Rok  | Rodzaj spraw | Pozostało z poprzedniego roku | Wpłynęło | Ogółem     | w tym        | w tym      | w tym      | w tym      | w tym                     | w tym      | Pozostało na rok następny |
| Rok  | Rodzaj spraw | Pozostało z poprzedniego roku | Wpłynęło | Ogółem     | Uwzględniono | Zwrócono   | Odrzucono  | Umorzono   | Przekazano do innego sądu | Inne       | Pozostało na rok następny |
| ---- | ------------ | ----------------------------- | -------- | ---------- | ------------ | ---------- | ---------- | ---------- | ------------------------- | ---------- | ------------------------- |
| 2018 | cywilne      | 266870                        | 2206276  | 2308537    | 1257705      | 37671      | 47472      | 260830     | 704857                    | 2          | 164609                    |
| 2018 | gospodarcze  | 42116                         | 179414   | 207806     | 122680       | 4113       | 3569       | 9038       | 68406                     | -          | 13724                     |
| 2018 | pracy        | 146                           | 59598    | 56348      | 38805        | 621        | 729        | 9          | 16274                     | -          | 3306                      |
| 2018 | ogółem       | 309132                        | 2445293  | 2572786    | 1419190      | 42405      | 51770      | 269877     | 789537                    | 2          | 181639                    |
| 2019 | cywilne      | 167878                        | 2264380  | 2238964    | 1333294      | 50371      | 42497      | 206392     | 606409                    | 1          | 193294                    |
| 2019 | gospodarcze  | 13724                         | 286505   | 251746     | 149455       | 5370       | 4916       | 29482      | 62523                     | -          | 48483                     |
| 2019 | pracy        | 37                            | 284      | 274        | 96           | 1          | 1          | 5          | 171                       | -          | 47                        |
| 2019 | ogółem       | 181639                        | 2551169  | 2490984    | 1482845      | 55742      | 47414      | 235879     | 669103                    | 1          | 241824                    |
| 2020 | cywilne      | 193294                        | 1771208  | 1805031    | 1329501      | 37579      | 32383      | 286773     | 118789                    | 6          | 159471                    |
| 2020 | gospodarcze  | 48483                         | 227109   | 256990     | 186716       | 4388       | 5107       | 42226      | 18552                     | 1          | 18602                     |
| 2020 | pracy        | 47                            | 165      | 200        | 60           | 4          | 1          | 42         | 93                        | -          | 12                        |
| 2020 | ogółem       | 241824                        | 1998482  | 2062221    | 1516277      | 41971      | 37491      | 329041     | 137454                    | 7          | 178085                    |

## Postępowanie upominawcze a postępowanie nakazowe
Postępowanie upominawcze i postępowanie nakazowe są do siebie bardzo podobne i oba prowadzą do wydania przez sąd nakazu zapłaty na posiedzeniu niejawnym, bez odbycia rozprawy. Są jednak istotne różnice między tymi postępowaniami:
- w postępowaniu upominawczym należy uiścić wyższą opłatę od pozwu - 5% wartości przedmiotu sporu, w postępowaniu nakazowym wynosi ona 1,25% wartości przedmiotu sporu,
- w postępowaniu upominawczym sąd z urzędu wydaje nakaz zapłaty, jeżeli roszczenie nie jest bezzasadne, zaś twierdzenia co do faktów nie budzą wątpliosci, natomiast w postępowaniu nakazowym powód musi przedstawić jeden z dokumentów wymienionych w art. 485 kodeksu postępowania cywilnego i złożyć razem z pozwem wniosek o rozpoznanie sprawy w tym postępowaniu,
- nakaz zapłaty wydany w postępowaniu nakazowym stanowi tytuł zabezpieczenia wykonalny bez nadawania klauzuli wykonalności - natomiast w odniesieniu do nakazu zapłaty wydanego w elektronicznym postępowaniu upominawczym nie ma takowych przepisów,
- nakaz zapłaty w postępowaniu upominawczym traci moc w chwili skutecznego wniesienia sprzeciwu, a nakaz w postępowaniu nakazowym wymaga uchylenia po przeprowadzeniu rozprawy.